# Friedrich Döbrich

Friedrich Döbrich

Friedrich Döbrich (* 13. Juli 1872 in Unterharles; † 1. März 1953 auf Gut Neuhaus-Hohenstein, Schafhof) war ein deutscher Landwirt, Gutsbesitzer und Politiker (DVP, DNVP, CNBL).

## Leben und Beruf
Friedrich Döbrich war der Sohn eines Landwirtes. Nach dem Besuch der Volksschule in Scherneck und des Gymnasiums in Coburg absolvierte er eine landwirtschaftliche Lehre im elterlichen Betrieb. Er leistete Militärdienst, durchlief im Anschluss eine weitere Ausbildung auf verschiedenen Höfen und war seit 1898 Pächter der Domäne Buchenhof in Gleichamberg. Von 1914 bis 1917 nahm er als Soldat am Ersten Weltkrieg teil, unter anderem als Kompanieführer an verschiedenen Frontabschnitten. Im Jahre 1918 wurde er beim Weimarer Kriegswirtschaftsamt dienstverpflichtet.
Nach dem Kriegsende wirkte Döbrich erneut als Pächter der Domäne Buchenhof. 1918 erwarb er ein Gut in Unterharles, das er seit 1929 bewirtschaftete. Daneben war er Erster Vorsitzender des landwirtschaftlichen Vereins in Römhild, Zweiter Vorsitzender des landwirtschaftlichen Kreisvereins in Hildburghausen, Vorstandsmitglied des Bauernvereins in Meiningen sowie Mitglied der dortigen Landwirtschaftskammer.

## Politik
Bei der Reichstagswahl im Juni 1920 wurde Döbrich im Wahlkreis 13 (Thüringen) auf Wahlvorschlag der Vereinigten Landwirtschaftlichen Berufsvereinigungen Thüringens in den Reichstag gewählt. Im Reichstag war er von 1920 bis 1924 Mitglied der Fraktion der Deutschen Volkspartei (DVP). Im Mai 1924 kandidierte er für die Deutschnationale Volkspartei (DNVP) und zog erneut in den Reichstag ein, dem er bis Juli 1932 als Abgeordneter für den Wahlkreis 12 (Thüringen) angehörte. Ende der 1920er-Jahre trat er zur Christlich-Nationalen Bauern- und Landvolkpartei (CNBL) über, die von 1930 bis 1932 einen Teil der Reichstagsfraktion Deutsches Landvolk bildete. Döbrich selbst war in dieser Zeit Vorsitzender der Landvolk-Fraktion.
Vom 22. April 1931 bis zum 7. Juli 1932 amtierte er als Staatsrat für Meiningen in der Regierung des Landes Thüringen (Kabinett Baum).